# Луги (Ленинградская область)
Луги — деревня в Мшинском сельском поселении Лужского района Ленинградской области.

## История
Деревня Луги упоминается на карте Санкт-Петербургской губернии Я. Ф. Шмита 1770 года.
Как деревня Луга она обозначена на карте Санкт-Петербургской губернии 1792 года, А. М. Вильбрехта.
Деревня Луга, состоящая из 32 крестьянских дворов, упоминается на карте Санкт-Петербургской губернии Ф. Ф. Шуберта 1834 года.

ЛУГА — деревня принадлежит Ораниенбаумскому дворцовому правлению, число жителей по ревизии: 119 м. п., 127 ж. п. (1838 год)

По данным на 1848 год деревню Луги населяли ижоры: 94 м. п. и 103 ж. п., всего 197 человек.
Как деревня Луга из 32 дворов она отмечена на карте профессора С. С. Куторги 1852 года.

ЛУГИ — деревня Дворцового правления, по просёлочной дороге, число дворов — 29, число душ — 87 м. п. (1856 год)

В середине 1850-х годов в деревне числился 141 человек (64 м. п., 77 ж. п.) старообрядцев беспоповцев федосеевского согласия.

ЛУГА — деревня Дворцового ведомства при колодцах, число дворов — 32, число жителей: 100 м. п., 114 ж. п. (1862 год)

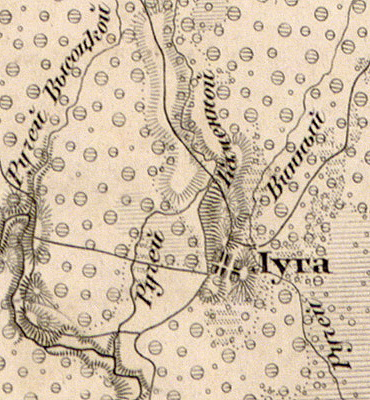
Деревня Луги на карте 1863 года

Согласно карте из «Исторического атласа Санкт-Петербургской Губернии» 1863 года деревня называлась Луга.
В 1865—1867 годах временнообязанные крестьяне деревни выкупили свои земельные наделы у А. Х. Бека и стали собственниками земли.
В 1869 году временнообязанные крестьяне выкупили свои земельные наделы у великой княгини Елены Павловны.
Сборник Центрального статистического комитета описывал её так:

ЛУГИ — деревня бывшая удельная, дворов — 44, жителей — 280; волостное правление. (1885 год)

В XIX — начале XX века, деревня административно относилась к Луговской волости 1-го земского участка 1-го стана Лужского уезда Санкт-Петербургской губернии.
По данным «Памятной книжки Санкт-Петербургской губернии» за 1905 год деревни Луги и Чернецово образовывали Луговское сельское общество.
С 1917 по 1926 год деревня Луги входила в состав Луговского сельсовета Луговской волости Лужского уезда.
С 1926 года, в составе Толмачёвской волости.
С 1927 года, в составе Лужского района.
В 1928 году население деревни Луги составляло 560 человек.
С 1932 года, в составе Красногвардейского района.
По данным 1933 года в состав Луговского сельсовета Красногвардейского района входили село и хутор Луги.
Деревня была освобождена от немецко-фашистских оккупантов 3 февраля 1944 года.
В 1958 году население деревни Луги составляло 104 человека.
С июля 1959 года, в составе Мшинского сельсовета Гатчинского района.
С февраля 1963 года, в составе Мшинского сельсовета Лужского района.
По данным 1966, 1973 и 1990 годов деревня Луги входила в состав Мшинского сельсовета.
По данным 1997 и 2002 годов в деревне Луги Мшинской волости не было постоянного населения.
В 2007 году в деревне Луги Мшинского СП также не было постоянного населения.

## География
Деревня расположена в северной части района на автодороге 41К-678 (Красный Маяк — выход на автодорогу «Псков»).
Расстояние до административного центра поселения — 20 км.
Деревня находится к востоку от железнодорожной линии Санкт-Петербург — Луга. Расстояние до ближайшей железнодорожной платформы Низовская — 3 км.
Деревня находится на левом берегу реки Ящера, через деревню протекает ручей Винный.

## Демография
| 1838 | 1848 | 1862 | 1885 | 1928 | 1958 | 1997 |
| ---- | ---- | ---- | ---- | ---- | ---- | ---- |
| 246  | ↘197 | ↗214 | ↗280 | ↗560 | ↘104 | ↘0   |
| 2007 | 2010 | 2017 |      |      |      |      |
| →0   | →0   | →0   |      |      |      |      |

## Фото

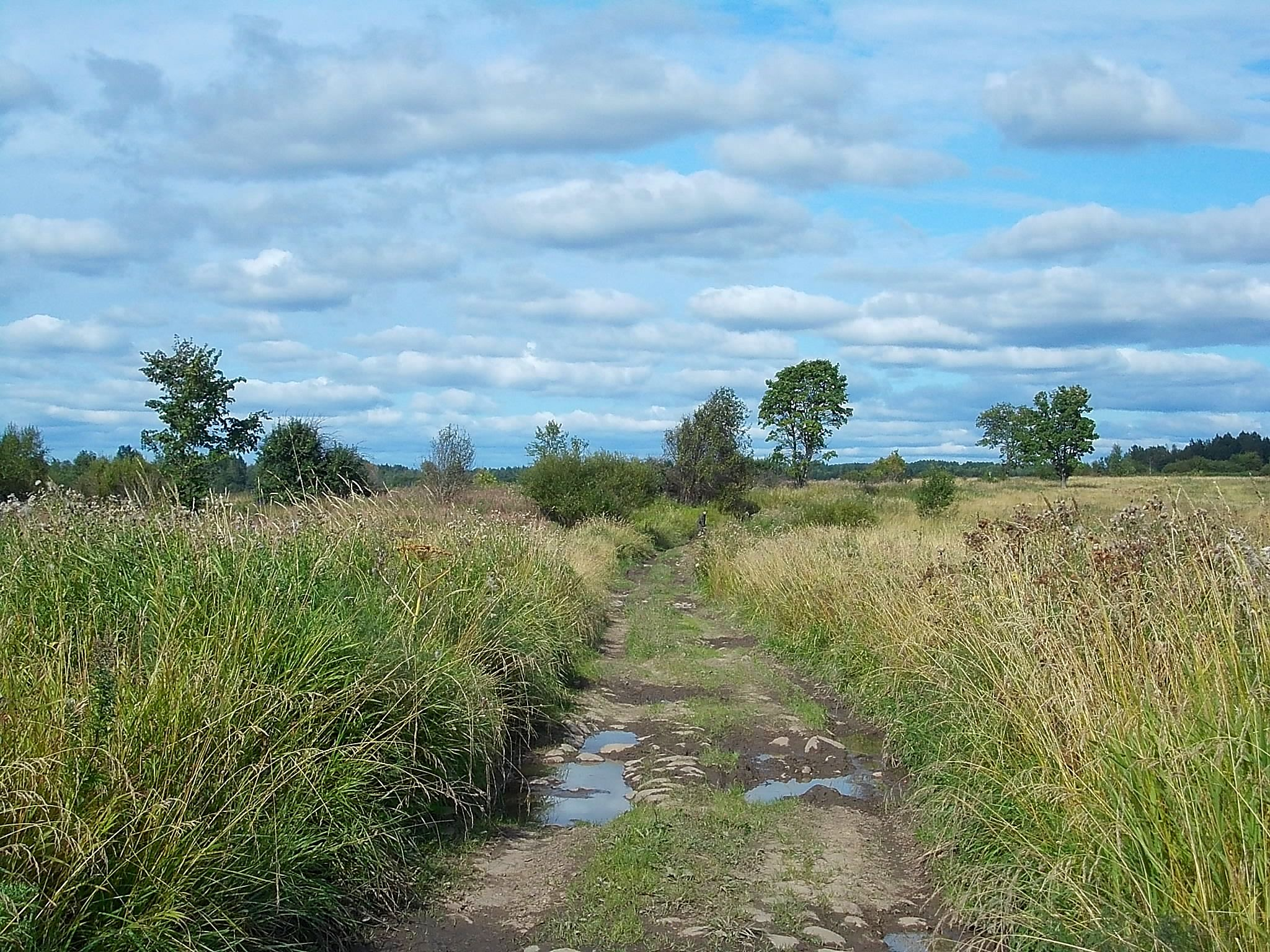
Дорога в деревне. 2017 год